# Tjaša Jančar
Tjaša Jančar (Koper, 6 de abril de 1995) es una jugadora voleibol y voleibol de playa eslovena.

## Carrera
Jančar inicialmente jugó voleibol de interior para el equipo local OK Luka Koper en la liga eslovena de 2012 a 2014.
Jančar jugó con varios compañeras entre 2011 y 2016 (incluidas Dajana Lucas, Kaja Turk y Nina Lovšin) al voleibol de playa, principalmente en torneos juveniles europeos. En 2017 formó dúo con Tjaša Kotnik. Jančar/Kotnik finalizó entre los diez primeros en los torneos satélite de la Confederación Europea de Voleibol (CEV) en Liubliana, Satu Mare y Bakú, y ganó el torneo nacional en Sankt Johann im Pongau. En el Circuito Mundial de Voleibol de Playa de 2018, primero terminaron en noveno lugar en Sídney (2 estrellas) en el invierno y compitieron en los torneos de La Haya (4 estrellas) y Fort Lauderdale (5 estrellas). Debido a una lesión en la espalda, Jančar tuvo que cancelar varios torneos. En el verano de 2018, Jančar/Kotnik participó en el torneo de 5 estrellas en Gstaad, terminó noveno en Liubliana y ganó un torneo MEVZA en Portorož en agosto y el torneo de 1 estrella en Siófok una semana después. En el Circuito Mundial de Voleibol de Playa de 2019, primero terminaron cuartas en Borácay (1 estrella), antes de lograr ubicaciones de dos dígitos en los torneos de 2 estrellas en Nantong y Nankín. En Qidong y Zhongwei (2 estrellas) terminaron noveno y en Liubliana (1 estrella) terminaron quinto. A nivel nacional ganaron los torneos de Innsbruck y Graz y quedaron terceras en Cesenatico y segundas en Wolfurt. Durante su estancia juntas, Jančar y Kotnik también fueron campeonas de Eslovenia en tres ocasiones.
En 2020, Jančar solo jugó dos torneos, nuevamente con Nina Lovšin. En 2021, Klara Kregar fue su pareja.